# بیستالگره
بیستالگره (به اسپانیایی: Palacio Vistalegre) یک منطقهٔ مسکونی در اسپانیا است که در مادرید واقع شده‌است.